# アレクサンダー・リンド
アレクサンダー・ルーカス・リンド・ラスムッセン（Alexander Lucas Lind Rasmussen , 2002年6月26日 - ）は、デンマーク・中央ユラン地域ホーリング出身のサッカー選手。セリエB・ACピサ1909所属。ポジションはFW。

## クラブ経歴

### シルケボーIF
地元のクラブチームを経て、2016年にシルケボーIFのユースチームに入団。ユースリーグでゴールを量産し、2019年秋にトップチームに昇格。同年12月15日のリンビーBK戦で、試合終了間際にフィリップ・レスニアクとの交代で起用され、プロデビュー。2020年6月16日のオーデンセBK戦では、後半31分にプロ初ゴールを記録。2023-24シーズンは得点能力が一気に開花し、2023年8~9月にかけて5試合連続ゴールを記録。更に9月14日のオーデンセBK戦と24日のヴィボーFF戦にかけては、2試合連続2ゴールを決めるなどの活躍で、同月リーグの月間MVPを受賞。同シーズンは自己初の二桁得点となる10ゴールを決めた。

### ACピサ1909
2024年8月16日、ACピサ1909と4年契約を締結した事が発表された。

## 代表歴
2018年より、各ユース世代のデンマーク代表に随時招集されている。